# 塞尔维亚共产主义者联盟
塞爾維亞共產主義者聯盟（塞爾維亞-克羅埃西亞語西里爾字母：，塞爾維亞-克羅埃西亞語拉丁字母：），简称塞共盟（SKS），是南斯拉夫共產主義者聯盟在塞爾維亞社會主義共和國的分支。

## 歷史
1945年5月，塞尔维亚共产党作为南斯拉夫共产党在塞尔维亚人民共和国的分支成立。
1952年南斯拉夫共產黨第六次代表大會期間，将党改名为南斯拉夫共产主义者联盟，各共和国和自治省的党组织也相应地改名为共产主义者联盟。
1974年南斯拉夫宪法颁布後，大幅提高各共和國共盟的權力，使得塞共盟形同獨立政黨。
1980年代晚期，斯洛博丹·米洛舍维奇成為該黨的領袖，他在塞爾維亞推行民族主義，並且藉此剝奪科索沃及伏伊伏丁那兩自治省的政策，使得南斯拉夫內部民族衝突加劇。終於在1990年代導致南斯拉夫各民族的衝突及南斯拉夫社會主義聯邦共和國瓦解。
1990年7月27日，塞爾維亞共產主義者聯盟和南斯拉夫劳动人民社会主义联盟合并為塞爾維亞社會黨。
科索沃共产主义者联盟和伏伊伏丁那共产主义者联盟名义上是该党的组成部分。